# Phare avant du Port Quetzal

Le phare avant du Port Quetzal (en espagnol : Faro de Puerto Quetzal Antes) est un phare actif situé à l'entrée du Port Quetzal, dans le Département d'Escuintla au Guatemala.

## Histoire
Puerto Quetzal est le principal port du Guatemala sur le Pacifique. Il a remplacé celui de la ville voisine de Puerto San José. Le phare avant est situé juste à l'ouest de l'entrée du port, desserte à la fois le trafic commercial et les navires de croisière. Positionné sur la rive sud du port, devant le phare arrière, il fonctionne conjointement avec celui-ci.

## Description
Ce phare est une tour métallique à claire-voie, avec une galerie et une balise photovoltaïque de 10 m de haut. La tour porte une grande marque de jour rouge avec une rayure verticale blanche au centre. Il émet, à une hauteur focale d'environ 13 m, un éclat blanc rapide. Sa portée est de 12 milles nautiques (environ 22 km).
Identifiant : Amirauté : G3385.1 - NGA : 111-15361.5 .

### Lien connexe
- Liste des phares du Guatemala